# Danh sách đĩa nhạc của SM Station
SM Station là dự án âm nhạc kỹ thuật số của hãng thu âm Hàn Quốc SM Entertainment. Nó được thực hiện để phát hành một đĩa đơn vào mỗi thứ sáu hàng tuần, bắt đầu từ ngày 3 tháng 2 năm 2016.

## Abum tổng hợp
| Tựa đề              | Chi tiết                                                                              | Thứ hạng cao nhất | Doanh số     |
| Tựa đề              | Chi tiết                                                                              | KOR               | Doanh số     |
| ------------------- | ------------------------------------------------------------------------------------- | ----------------- | ------------ |
| SM Station Season 1 | - Released: Ngày 6 tháng 4 năm 2017 - Label: SM Entertainment, KT Music - Formats: CD | 11                | - KOR: 3.921 |

## Mùa

### 2016–2017: Mùa 1
| Ngày                                                                               | Nghệ sĩ/nhà sản xuất                             | Ngày phát hành   | Thứ hạng cao nhất | Thứ hạng cao nhất | Doanh số (Tải nhạc số) |
| Ngày                                                                               | Nghệ sĩ/nhà sản xuất                             | Ngày phát hành   | KOR               | US World          | Doanh số (Tải nhạc số) |
| 2016                                                                               | 2016                                             | 2016             | 2016              | 2016              | 2016                   |
| ---------------------------------------------------------------------------------- | ------------------------------------------------ | ---------------- | ----------------- | ----------------- | ---------------------- |
| "Rain"                                                                             | Taeyeon                                          | Ngày 3 tháng 2   | 1                 | 3                 | - KOR: 1.315.393       |
| "Tell Me (What Is Love)"                                                           | D.O. X Yoo Young-jin                             | Ngày 19 tháng 2  | 12                | 2                 | - KOR: 145.281         |
| "Because of You"                                                                   | Kenzie X Matthew Tishler X Yoon Mi-rae           | Ngày 26 tháng 2  | 19                | —                 | - KOR: 184.125         |
| "Spring Love" (봄인가 봐)                                                          | Eric Nam X Wendy                                 | Ngày 4 tháng 3   | 7                 | —                 | - KOR: 820,131         |
| "Deoksugung Stonewall Walkway" (덕수궁 돌담길의 봄)                                | Yoona (feat. 10cm)                               | Ngày 11 tháng 3  | 24                | 7                 | - KOR: 194.752         |
| "Your Voice" (한마디)                                                              | Heritage X Jonghyun                              | Ngày 18 tháng 3  | 106               | —                 | - KOR: 29,836          |
| "Borders"                                                                          | Amber                                            | Ngày 25 tháng 3  | 205               | —                 | —                      |
| "Regrets and Resolutions"                                                          | Kim Il-ji X Moon Jung-jae                        | Ngày 1 tháng 4   | —                 | —                 | —                      |
| "Lil' Something" (썸타)                                                            | Chen X Heize X Vibe                              | Ngày 8 tháng 4   | 12                | 17                | - KOR: 402.402         |
| "Narcissus" (나르시스)                                                             | M&D (Heechul, Jungmo) X Wheein (của Mamamoo)     | Ngày 15 tháng 4  | 140               | —                 | —                      |
| "Pain Poem" (서툰 시)                                                              | Kim Bum-soo X Kenzie                             | Ngày 22 tháng 4  | 97                | —                 | - KOR: 26.548          |
| "Mindjack"                                                                         | Inlayer                                          | Ngày 29 tháng 4  | —                 | —                 | —                      |
| "Wave"                                                                             | R3hab X f(Luna+Amber) X Xavi&Gi                  | Ngày 6 tháng 5   | —                 | 5                 | —                      |
| "The Day"                                                                          | Baekhyun X K.Will                                | Ngày 13 tháng 5  | 8                 | 21                | - KOR: 231.025         |
| "Touch You" (울려 퍼져라)                                                          | Dana                                             | Ngày 20 tháng 5  | 228               | —                 | —                      |
| "Monodrama" (独角戏)                                                               | Lay                                              | Ngày 27 tháng 5  | 155               | 5                 | —                      |
| "You're The Boss" (너만 잘났냐)                                                    | Kim Sook X Yoon Jung-soo                         | Ngày 3 tháng 6   | 17                | 17                | —                      |
| "Heartbreak Hotel"                                                                 | Tiffany (feat. Simon Dominic)                    | Ngày 10 tháng 6  | 84                | —                 | - KOR: 29.145          |
| "No Matter What"                                                                   | BoA X Beenzino                                   | Ngày 17 tháng 6  | 7                 | 17                | - KOR: 246.889         |
| "Definition of Love"                                                               | Lee Dong Woo X Orphée Noah                       | Ngày 24 tháng 6  | —                 | 20                | —                      |
| "My Hero" (나의 영웅)                                                              | Cho Yeongsu X Kassy X Leeteuk X Suho             | Ngày 1 tháng 7   | 177               | —                 | —                      |
| "Way Back Home" (집 앞에서)                                                        | J-Min X Sim Eun-jee                              | Ngày 8 tháng 7   | 29                | —                 | —                      |
| "My Show"                                                                          | Cha Ji-yeon X LDN Noise                          | Ngày 15 tháng 7  | 49                | —                 | —                      |
| "All Mine"                                                                         | f(x)                                             | Ngày 22 tháng 7  | 12                | 2                 | - KOR: 229.115         |
| "Taste the Feeling"                                                                | NCT 127 X Coca-Cola                              | Ngày 29 tháng 7  | 25                | 5                 | —                      |
| "Sailing (0805)" (그 여름 (0805))                                                  | Girls' Generation                                | Ngày 5 tháng 8   | 13                | 6                 | - KOR: 181.696         |
| "Starry Night" (밤과 별의 노래)                                                    | Lee Jin-ah X Onew                                | Ngày 12 tháng 8  | 47                | —                 | - KOR: 65.044          |
| "Secret"                                                                           | Seohyun X Yuri                                   | Ngày 19 tháng 8  | 147               | 10                | - KOR: 11.481+         |
| "Born to be Wild"                                                                  | Hyoyeon X Jo Kwon X Min X JYP                    | Ngày 26 tháng 8  | 164               | 11                | —                      |
| "$10"                                                                              | Hitchhiker                                       | Ngày 2 tháng 9   | —                 | 30                | —                      |
| "Pit-A-Pat" (두근두근)                                                             | SM X BANA                                        | Ngày 9 tháng 9   | 31                | —                 | —                      |
| "Dancing King"                                                                     | EXO X Yoo Jae-suk                                | Ngày 17 tháng 9  | 2                 | 2                 | - KOR: 648.506         |
| "Cosmic"                                                                           | Bada X Ryeowook                                  | Ngày 23 tháng 9  | 33                | —                 | —                      |
| "Heartbeat"                                                                        | Amber X Luna (feat. Ferry Corsten, Kago Pengchi) | Ngày 2 tháng 10  | 34                | 6                 | —                      |
| "Years"                                                                            | Alesso X Chen                                    | Ngày 7 tháng 10  | 35                | —                 | - KOR: 21.726          |
| "Runnin'" (우리 둘)                                                                | Henry X Soyou                                    | Ngày 14 tháng 10 | 36                | 13                | - KOR: 30.801          |
| "Music is Wonderful"                                                               | BeatBurger (feat. BoA)                           | Ngày 19 tháng 10 | 37                | —                 | —                      |
| "Nightmare"                                                                        | Yoon Do-hyun X Reddy X G2 X Inlayer X Johnny     | Ngày 26 tháng 10 | 38                | —                 | —                      |
| "Always In My Heart" (이별을 배웠어)                                               | Joy X Seulong                                    | Ngày 4 tháng 11  | 10                | —                 | - KOR: 415.367         |
| "Still" (보여)                                                                     | Kim Tae-hyun X Sunday                            | Ngày 10 tháng 11 | 40                | —                 | —                      |
| "Sweet Dream" (나비잠)                                                             | Kim Hee-chul X Min Kyung-hoon                    | Ngày 19 tháng 11 | 1                 | —                 | - KOR: 938.837+        |
| "Love [story]"                                                                     | S.E.S.                                           | Ngày 27 tháng 11 | 22                | —                 | - KOR: 63.930          |
| "Mystery"                                                                          | Hyoyeon                                          | Ngày 2 tháng 12  | 43                | 12                | —                      |
| "Inspiration"                                                                      | Jonghyun                                         | Ngày 9 tháng 12  | 44                | 19                | —                      |
| "It's You" (그대라서)                                                              | Luna X Shin Yong-jae                             | Ngày 16 tháng 12 | 95                | —                 | - KOR: 23.501          |
| "Have Yourself A Merry Little Christmas"                                           | Wendy X Moon Jung-jae X Nile Lee                 | Ngày 23 tháng 12 | 46                | —                 | —                      |
| "Sound of Your Heart" (너의 목소리)                                                | SMTOWN X Steve Barakatt                          | Ngày 30 tháng 12 | 47                | —                 | —                      |
| 2017                                                                               |                                                  |                  |                   |                   |                        |
| "Road" (길)                                                                        | TRAX                                             | Ngày 6 tháng 1   | 48                | 11                | —                      |
| "Sparks Fly"                                                                       | Yoon Do-hyun                                     | Ngày 13 tháng 1  | 49                | 14                | —                      |
| "Darling U"                                                                        | Seulgi X Yesung                                  | Ngày 22 tháng 1  | 50                | 38                | —                      |
| "When My Loneliness Comes Out To You" (나의 외로움이 널 부를 때)                   | Punch                                            | Ngày 27 tháng 1  | 51                | 11                | —                      |
| "Curtain"                                                                          | Suho X Song Young-joo                            | Ngày 3 tháng 2   | 74                | 16                | - KOR: 70.125+         |
| "—" biểu thị không lọt vào bảng xếp hạng hoặc không được phát hành tại lãnh thổ đó |                                                  |                  |                   |                   |                        |

### 2017–2018: Mùa 2
| Ngày | Nghệ sĩ/nhà sản xuất                                                                                 | Ngày phát hành   | Thứ hạng cao nhất | Thứ hạng cao nhất | Doanh số (Tải nhạc số) |
| Ngày | Nghệ sĩ/nhà sản xuất                                                                                 | Ngày phát hành   | KOR               | US World          | Doanh số (Tải nhạc số) |
| 2017 | 2017                                                                                                 | 2017             | 2017              | 2017              | 2017                   |
| --- | --- | ---------------- | ----------------- | ----------------- | ---------------------- |
| "Would U" | Red Velvet                                                                                           | Ngày 31 tháng 3  | 14                | —                 | - KOR: 188.237+        |
| "Dream In A Dream" (몽중몽) | Ten                                                                                                  | Ngày 7 tháng 4   | —                 | 5                 | - US: 1.000+           |
| "Take You Home" (바래다줄게) | Baekhyun                                                                                             | Ngày 14 tháng 4  | 12                | 5                 | - KOR: 288.795+        |
| "To Be Alive" | Stanley Clarke Band (feat. Chris Clarke)                                                             | Ngày 21 tháng 4  | —                 | —                 | —                      |
| "Spring Rain" (봄비) | BoA                                                                                                  | Ngày 28 tháng 4  | 95                | —                 | - KOR: 21.479+         |
| "Lullaby" (수면제) | Onew X Roco (của Rocoberry)                                                                          | Ngày 5 tháng 5   | 60                | —                 | - KOR: 30.186+         |
| "Around" | Hitchhiker X Taeyong                                                                                 | Ngày 12 tháng 5  | —                 | 16                | —                      |
| "E-12 (Live)" | Myron McKinley Trio                                                                                  | Ngày 19 tháng 5  | —                 | —                 | —                      |
| "Nostalgia" (노스탤지어) | Kim Se-hwang X Jungmo                                                                                | Ngày 26 tháng 5  | —                 | —                 | —                      |
| "Marry Man" | UV X Shindong                                                                                        | Ngày 2 tháng 6   | —                 | —                 | —                      |
| "Easy" (쉽게) | Vinicius                                                                                             | Ngày 9 tháng 6   | —                 | —                 | —                      |
| "New Beginning" | Astrid Holiday                                                                                       | Ngày 16 tháng 6  | —                 | 12                | —                      |
| "Stranger's Love" (낯선 사람의 사랑) | Jang Jin-young X The Barberettes                                                                     | Ngày 23 tháng 6  | 102               | 13                | —                      |
| "Decalcomanie" | IMLAY X SIK-K                                                                                        | Ngày 30 tháng 6  | —                 | —                 | —                      |
| "Young & Free" | Xiumin X Mark                                                                                        | Ngày 7 tháng 7   | 31                | 6                 | - KOR: 72.133          |
| "All That You Want" (당신이 원하는 모든 것) | The Solutions                                                                                        | Ngày 14 tháng 7  | —                 | 19                | —                      |
| "Lemonade Love" (레모네이드 러브) | Park Jae-jung X Mark                                                                                 | Ngày 21 tháng 7  | 197               | 17                | —                      |
| "Love Like You" | Charli Taft                                                                                          | Ngày 28 tháng 7  | —                 | 18                | —                      |
| "Cure" (함께) | Taeyong X Yoo Young-jin                                                                              | Ngày 5 tháng 8   | 19                | 4                 | —                      |
| "Hunnit" | Penomeco                                                                                             | Ngày 11 tháng 8  | —                 | 20                | —                      |
| "Rebirth" (환생) | Red Velvet                                                                                           | Ngày 18 tháng 8  | 78                | 25                | - KOR: 51.816+         |
| "Man in the Mirror" | Myron Mckinley Trio X Stanley Clarke X Verdine White                                                 | Ngày 28 tháng 8  | —                 | —                 | —                      |
| "When The Wind Blows" (바람이 불면)(如果妳也想起我) | Yoona                                                                                                | Ngày 8 tháng 9   | 93                | 23                | —                      |
| "U&I" (쟤 보지 마) | Henry X Sunny                                                                                        | Ngày 15 tháng 9  | 104               | 24                | —                      |
| "Daylight" & "Cerulean High" | IMLAY                                                                                                | Ngày 22 tháng 9  | —                 | 25                | —                      |
| "Drop" | U-Know Yunho                                                                                         | Ngày 25 tháng 9  | 126               | 26                | —                      |
| "In a Different Life" (여정) | Max Changmin                                                                                         | Ngày 28 tháng 9  | 127               | 27                | —                      |
| "Star Blossom" (별빛이 피면) | Doyoung X Kim Se-jeong                                                                               | Ngày 13 tháng 10 | 198               | 28                | - KOR: 20.782+         |
| "Power" (Phiên bản remix) | EXO X R3hab                                                                                          | Ngày 20 tháng 10 | 89                | 29                | —                      |
| "Power" (Phiên bản remix) | EXO X Dash Berlin                                                                                    | Ngày 20 tháng 10 | 89                | 29                | —                      |
| "Power" (Phiên bản remix) | EXO X IMLAY                                                                                          | Ngày 20 tháng 10 | 89                | 29                | —                      |
| "Power" (Phiên bản remix) | EXO X SHAUN                                                                                          | Ngày 20 tháng 10 | 89                | 29                | —                      |
| "Doll" (인형) | Kangta X Seulgi X Wendy                                                                              | Ngày 27 tháng 10 | —                 | 12                | —                      |
| "Bye Babe" (바이 베이베) | 10cm X Chen                                                                                          | Ngày 3 tháng 11  | 30                | 24                | - KOR: 106.108+        |
| "Thirsty" (phiên bản OFF-SICK Concert) | Taemin                                                                                               | Ngày 10 tháng 11 | —                 | 32                | —                      |
| "Atmosphere" (분위기) | Juncoco X Advanced (feat. Ailee)                                                                     | Ngày 16 tháng 11 | —                 | 33                | —                      |
| "Try Again" (다시 시도해보십시오) | D.ear X Jaehyun                                                                                      | Ngày 24 tháng 11 | —                 | 34                | —                      |
| "The Little Match Girl" (성냥팔이 소녀) | Baek A-yeon X Wendy                                                                                  | Ngày 1 tháng 12  | 55                | —                 | - KOR: 71.284+         |
| "Charm Of Life" (짬에서 나오는 바이브) | Eunhyuk X Heechul X Shindong X Solar                                                                 | Ngày 8 tháng 12  | 136               | 96                | —                      |
| "Joy" | NCT Dream                                                                                            | Ngày 15 tháng 12 | 37                | 12                | —                      |
| "Dear My Family (Live Concert Ver.)" (Tribute to Jonghyun) | SMTOWN (Kangta, Yesung, BoA, Kyuhyun, Taeyeon, Jonghyun, Baekhyun, Chen, D.O., Luna, Wendy, Jaehyun) | Ngày 29 tháng 12 | 38                | 9                 | —                      |
| 2018 | |                  |                   |                   |                        |
| "Lower" | AMBER X LUNA                                                                                         | Ngày 5 tháng 1   | —                 | 4                 | —                      |
| "Timeless" (텐데...) | NCT U                                                                                                | Ngày 12 tháng 1  | 40                | —                 | —                      |
| "Man In The Mirror" | BoA X Siedah Garrett                                                                                 | Ngày 16 tháng 1  | —                 | —                 | —                      |
| "Always Find You | Raiden X Yuri                                                                                        | Ngày 26 tháng 1  | 42                | —                 | —                      |
| "Nikolai Kapustin: Piano Quintet 1st Mov. Allegro" | Moon Jung-jae X PACE                                                                                 | Ngày 2 tháng 2   | —                 | —                 | —                      |
| "Free Somebody" | HEDA X LUNA                                                                                          | Ngày 9 tháng 2   | 44                | —                 | —                      |
| "I Kicked My Luck Off" (복을 발로 차벘렸어) | Kang Ho-dong X Hong Jin-young                                                                        | Ngày 17 tháng 2  | 100               | —                 | —                      |
| "Notorious" (유명한) | TRAX X LIP2SHOT (feat. Sophiya)                                                                      | Ngày 23 tháng 2  | 46                | —                 | —                      |
| "Daydream" (낮꿈) | Sungmin                                                                                              | Ngày 2 tháng 3   | 207               | 47                | —                      |
| "Dinner" (공식 만찬) | Suho X Jang Jae-in                                                                                   | Ngày 10 tháng 3  | —                 | 11                | —                      |
| "Privacy" (은둔) | YESEO                                                                                                | Ngày 16 tháng 3  | 49                | —                 | —                      |
| "Super Duper" | Super Junior                                                                                         | Ngày 23 tháng 3  | 120               | 50                | —                      |
| "You" (당신) | GINJO (Feat. ANGEL)                                                                                  | Ngày 30 tháng 3  | —                 | 51                | —                      |
| "New Heroes" | Ten                                                                                                  | Ngày 6 tháng 4   | —                 | 4                 | —                      |
| "—" "—" biểu thị không lọt vào bảng xếp hạng hoặc không được phát hành tại lãnh thổ đó/small> LƯU Ý: Nhà cung cấp dữ liệu âm nhạc Gaon đã ngừng phát hành dữ liệu chi tiết cho bảng xếp hạng tải xuống bắt đầu từ năm 2018. | |                  |                   |                   |                        |

### 2018: Station X 0
| Ngày                                                                                | Nghệ sĩ/nhà sản xuất             | Ngày phát hành   | Thứ hạng cao nhất | Thứ hạng cao nhất | Thứ hạng cao nhất |
| Ngày                                                                                | Nghệ sĩ/nhà sản xuất             | Ngày phát hành   | KOR               | KOR Hot           | US World          |
| 2018                                                                                | 2018                             | 2018             | 2018              | 2018              | 2018              |
| ----------------------------------------------------------------------------------- | -------------------------------- | ---------------- | ----------------- | ----------------- | ----------------- |
| "Page 0"                                                                            | MeloMance x Taeyeon              | Ngày 10 tháng 8  | 38                | 42                | —                 |
| "Young"                                                                             | Baekhyun x Loco                  | Ngày 31 tháng 8  | 11                | 18                | 4                 |
| "We Young"                                                                          | Chanyeol x Sehun                 | Ngày 14 tháng 9  | 72                | 71                | 3                 |
| "Wow Thing"                                                                         | Chungha x Seulgi x SinB x Soyeon | Ngày 28 tháng 9  | 35                | 43                | 3                 |
| "Written in the Stars"                                                              | John Legend x Wendy              | Ngày 19 tháng 10 | 95                | 75                | 55                |
| "—" biểu thị không lọt vào bảng xếp hạng hoặc không được phát hành tại lãnh thổ đó. |                                  |                  |                   |                   |                   |

### 2018–nay: Mùa 3
| Ngày                                                       | Nghệ sĩ/nhà sản xuất                       | Ngày phát hành   | Thứ hạng cao nhất | Thứ hạng cao nhất | Thứ hạng cao nhất |
| Ngày                                                       | Nghệ sĩ/nhà sản xuất                       | Ngày phát hành   | KOR               | KOR Hot           | US World          |
| 2018                                                       | 2018                                       | 2018             | 2018              | 2018              | 2018              |
| ---------------------------------------------------------- | ------------------------------------------ | ---------------- | ----------------- | ----------------- | ----------------- |
| "Coffee Break"                                             | Jonah Nilsson x Lucas (feat. Richard Bona) | Ngày 29 tháng 11 | —                 | —                 | 1                 |
| "Hair in the Air"                                          | Jaemin x Jeno x Renjun x Yeri              | Ngày 13 tháng 12 | —                 | —                 | 2                 |
| "Best Day Ever"                                            | Haechan x Chenle x Jisung                  | Ngày 13 tháng 12 | —                 | —                 | 22                |
| "사랑한단 뜻이야 (Candle Light)"                           | NCT Dream                                  | Ngày 27 tháng 12 | —                 | —                 | 18                |
| 2019                                                       |                                            |                  |                   |                   |                   |
| "Carpet"                                                   | Bumkey x Yesung                            | Ngày 10 tháng 1  | —                 | —                 | 16                |
| "상실 (Loss)"                                              | Colde                                      | Ngày 24 tháng 1  | —                 | —                 | 17                |
| "Cold"                                                     | Key (feat. Hanhae)                         | Ngày 14 tháng 2  | —                 | —                 | 20                |
| "치어맨 (Cheer Man)"                                       | Shindong x UV                              | Ngày 28 tháng 2  | —                 | —                 | 25                |
| "스물에게 (Dear Diary)"                                    | Yeri                                       | Ngày 14 tháng 3  | 200               | —                 | —                 |
| "I'm Home (그래)"                                          | Minho                                      | Ngày 28 tháng 3  | —                 | —                 | 29                |
| "봄 여름 가을 겨울 (SSFW)"                                 | Chanyeol                                   | Ngày 25 tháng 4  | 174               | —                 | —                 |
| "이유 (You)"                                               | Xiumin                                     | Ngày 9 tháng 5   | 68                | —                 | —                 |
| "NADA"                                                     | Hitchhiker                                 | Ngày 23 tháng 5  | —                 | —                 | —                 |
| "Don’t Need Your Love"                                     | HRVY x NCT Dream                           | Ngày 6 tháng 6   | —                 | —                 | —                 |
| "완전한 사랑 (The Love in You)"                            | Lee Dong-woo x Song Kwang-sik              | Ngày 21 tháng 6  | —                 | —                 | —                 |
| "괜찮아도 괜찮아 (That's okay)"                            | D.O.                                       | Ngày 1 tháng 7   | 12                | —                 | 11                |
| "Long Flight"                                              | Taeyong                                    | Ngày 18 tháng 7  | TBA               | TBA               | TBA               |
| "—" denotes items that did not chart or were not released. |                                            |                  |                   |                   |                   |